# Thria grandis
Thria grandis är en fjärilsart som beskrevs av Otto Staudinger 1877. Thria grandis ingår i släktet Thria och familjen nattflyn. Inga underarter finns listade i Catalogue of Life.